# 戦場の霧
戦場の霧（せんじょうのきり、独: Nebel des Krieges、英: fog of war）は、作戦・戦闘における指揮官から見た不確定要素をいう。プロイセン王国の軍人・軍事学者であるカール・フォン・クラウゼヴィッツによって定義された。

## 概要
古来より作戦・戦闘における意思決定の的確性は収集された情報の質と量に依るため、軍隊では情報収集のために偵察・捜索を組織的に行ってきた。しかし戦場において常に完全に状況が把握できるほど情報が揃うことは歴史的に見れば極めて稀であった。なぜなら地形や自軍・敵軍の状況、行動を完全かつリアルタイムに指揮官が把握することは技術的な観点から不可能であったからである。特に敵情については非常に流動的であるため、常に更新の必要性と情報の不完全性がつきまとい、指揮官が充分な根拠と確信をもって意思決定することを妨げてきた。クラウゼヴィッツはこれを「戦場の霧」と呼んだ（『戦争論』第2部第2章-24など）。
現代では情報革命に伴いGPSなどを用いた現在位置を把握するシステムが整い、かつ人工衛星、レーダー、センサーなどの技術発展によって効率的に敵情を確認することが容易になっており、戦場の霧を払拭することに貢献しているが、それでも戦場の霧が完全になくなったわけではない。情報革命によって向上した情報収集の速度に意思決定の速度が追随できないという問題も指摘されており、特に市街戦などの複雑な地形における戦場の霧を完全に払拭することは、現代の技術を用いてもほぼ不可能であると考えられている。

## コンピュータ・ゲームにおいて
戦争もののコンピュータ・ゲームにおいては、プレイヤー側の部隊から見えるようになるまで、相手側の部隊・地形等の情報を表示しない方式を「戦場の霧」システムと呼ぶことがある。使うかどうかを設定によって選択できるようになっている場合が多い。

### 対語的な用語
- 二人零和有限確定完全情報ゲーム
- ランチェスターの法則#二次法則